# Patrick DiMarco
Patrick Scott DiMarco (* 30. April 1989 in Altamonte Springs, Florida, Vereinigte Staaten) ist ein ehemaliger American-Football-Spieler auf der Position des Fullbacks. Zuletzt spielte er für die Buffalo Bills in der NFL.

## Highschool
DiMarco ging auf die Highschool in seiner Geburtsstadt Altamonte Springs. In Altamonte Springs spielte er sowohl in der Offense-, als auch in der Defense-Line. Neben American Football betrieb er die Sportarten Baseball, Basketball und Gewichtheben.

## College
DiMarco ging auf die University of South Carolina. Hier wurde er in seinem ersten Jahr überwiegend in den Special Teams eingesetzt, hatte aber auch ein paar Passfänge und einen Touchdown. Auf dem College wurde DiMarco nicht nur auf der Position des Fullbacks, sondern auch als Tight End trainiert.

## NFL
Patrick DiMarco unterschrieb 2011 einen Vertrag bei den San Diego Chargers als Undrafted Free Agent. Ohne ein Spiel zu bestreiten, ging er 2012 zu den Kansas City Chiefs. Hier bestritt er die letzten fünf Saisonspiele. 2013 wechselte er zu den Atlanta Falcons, wo er direkt zum Stammpersonal in der Offense zählte. 2014 und 2015 bestritt er alle Saisonspiele. 2014 erzielte er außerdem seinen ersten Touchdown in der NFL. Nach der Saison 2016 stand er mit den Falcons im Super Bowl LI, welcher mit 28:34 verloren wurde. Er erzielte zwei Passfänge für insgesamt zwölf Yards in diesem Spiel. Am 8. März 2017 unterschrieb er einen Vertrag bei den Buffalo Bills.
Vor Beginn der Saison 2020 wurde DiMarco von den Bills auf die Injured Reserve List gesetzt und wenig später entlassen.
Am 28. Januar 2021 gab er sein Karriereende bekannt.

## Privates
Patrick DiMarco ist verheiratet und hat einen Sohn. Sein Onkel Chris DiMarco ist ein Golfer bei der PGA of America.